# Qobuz
Qobuz est un service de streaming et de téléchargement musical français, fondé en 2007 par Yves Riesel et Alexandre Leforestier. Qobuz a la particularité de proposer des abonnements d'écoute de musique illimitée en Hi-Res Audio (en), de l'achat de musique, des articles et des listes de lecture.

## Présentation
Qobuz est un service de streaming et de téléchargement musical. Ses fondateurs sont Alexandre Leforestier et Yves Riesel, également dirigeants d'Abeille Musique. En décembre 2015, Qobuz est racheté par l'éditeur Xandrie, propriétaire notamment de la librairie numérique Allbrary. Le catalogue de Qobuz propose tous les genres musicaux, notamment rock, pop, musique classique, jazz, musiques du monde, electro, variété, hip-hop et rap, avec une large part[réf. nécessaire] consacrée aux labels indépendants et aux petites productions.
Le catalogue Qobuz est disponible dans plusieurs qualités audio, allant jusqu'à la qualité Hi-Res Audio (obtenue en 2015) correspondant aux offres d'abonnement et de téléchargement que propose la plateforme[source insuffisante].
En avril 2020, durant la première crise sanitaire de la COVID-19, Qobuz apporte son soutien aux artistes. Pour tout nouvel abonné aux offres streaming, l’entreprise décide de reverser aux ayants droit l’intégralité des revenus générés par le premier mois de souscription.
Le 3 juin 2020, Qobuz s'associe avec Québecor pour créer QUB musique, une plateforme de streaming.
Le 15 juin 2020, Qobuz retire de son offre la qualité MP3 (même si elle reste disponible pour économiser du stockage ou pour utiliser moins de bande passante) pour se concentrer sur les qualités de streaming sans perte. L’intégralité des abonnements Qobuz offre la qualité haute résolution (Hi-Res) et à la qualité CD.
En novembre 2020, l’offre d’abonnement voit la commercialisation d’une formule familiale, qui permet de partager sa musique avec six membres du même foyer.
En janvier 2022, Qobuz lance Qobuz Duo qui donne accès à partir d’un même abonnement à deux comptes séparés.
En Octobre 2024, Qobuz étend son offre de qualité audio en introduisant le support des formats DSD (Direct Stream Digital) et DXD (Digital eXtreme Definition). Le même mois, elle lance une offre destinée aux étudiants, permettant de bénéficier d'une réduction sur les abonnements mensuels.
En mai 2025, Qobuz lance Qobuz Connect. Annoncée au High End de Munich, cette nouvelle fonctionnalité permet de diffuser et de contrôler directement la musique en qualité CD/sans perte et haute résolution (jusqu’à 24 bits / 192 kHz) sur tous les appareils Hi-Fi compatibles, directement depuis l’application Qobuz (mobile ou desktop) sans recourir à une application tierce.

## Implantations
Lancé en France en 2007, le service s’étend en 2014 au Royaume-Uni, l’Irlande, l’Allemagne, l'Autriche, la Suisse, la Belgique, le Luxembourg et les Pays-Bas.
En 2017, Qobuz s’implante en Italie et en Espagne.
En février 2019, l’entreprise ouvre une filiale aux Etats-Unis.
En 2021, Qobuz est actif dans 18 pays : France, États-Unis, Pays-Bas, Belgique, Luxembourg, Royaume-Uni, Irlande, Allemagne, Autriche, Suisse, Italie, Espagne, Suède, Finlande, Danemark, Norvège, Australie et Nouvelle-Zélande.
En mai 2022, Qobuz continue son internationalisation avec l’ouverture de son service dans cinq pays d'Amérique latine : Brésil, Mexique, Argentine, Colombie, Chili, et en Europe, au Portugal, portant à 25 le nombre de marchés où la plateforme opère. En avril 2023, Qobuz étend ses services au Canada. 
En octobre 2024, Qobuz étend ses services au marché japonais, le deuxième marché mondial de la musique. Cette implantation marque une étape importante dans l'expansion internationale de Qobuz avec un nouvel accès au marché asiatique. 

## Équipements
Qobuz est également intégré nativement aux logiciels de gestion de bibliothèque musicale Roon et Audirvana qui transforment en lecteur réseau de haute qualité tout ordinateur. 
Qobuz peut être installé sous forme d'application sur les téléphones portables et tablettes Apple ou Android
.
Le 24 mars 2021, Qobuz devient la première plateforme musicale à proposer un streaming audio haute-résolution 24-bit sur Sonos, vendeur de systèmes audio sans fil connectés.
En octobre 2021, Qobuz lance sa toute première application pour les Smart TV Samsung

## Investissements
En août 2019, la plateforme française lève 12 millions d'euros auprès de la société Nabuboto et le groupe Québecor. En septembre 2020, les deux actionnaires historiques, Nabuboto et Québecor effectuent une nouvelle levée de fonds de 10 millions d’euros.
En octobre 2021, Xandrie SA, société mère de Qobuz, annonce l’acquisition de e-onkyo music, site de vente de musique en téléchargement haute résolution, au fabricant japonais de matériel électronique Onkyo corporation .

## Catalogue
En 2022, le catalogue contient plus de 100 millions de titres dont plusieurs millions sont de qualité « Hi-Res » (24 bits jusqu'à 192 kHz au lieu des 16 bits / 44,1 kHz habituels des disques compacts). Tous les titres achetés sont proposés sans limitation de gestion des droits numériques (DRM) 

## Rachat par Xandrie
En 2015, la plateforme a connu des difficultés financières, faute de financements. Quatre offres de sociétés différentes ont été proposées pour racheter le site français et le maintien de l'emploi de 38 salariés. Le 29 décembre 2015, Qobuz annonce son rachat par la plate-forme de distribution française Xandrie, dirigée par l'entrepreneur Denis Thebaud.
En 2024, Qobuz compte plus de 80 salariés .